# نشت نور

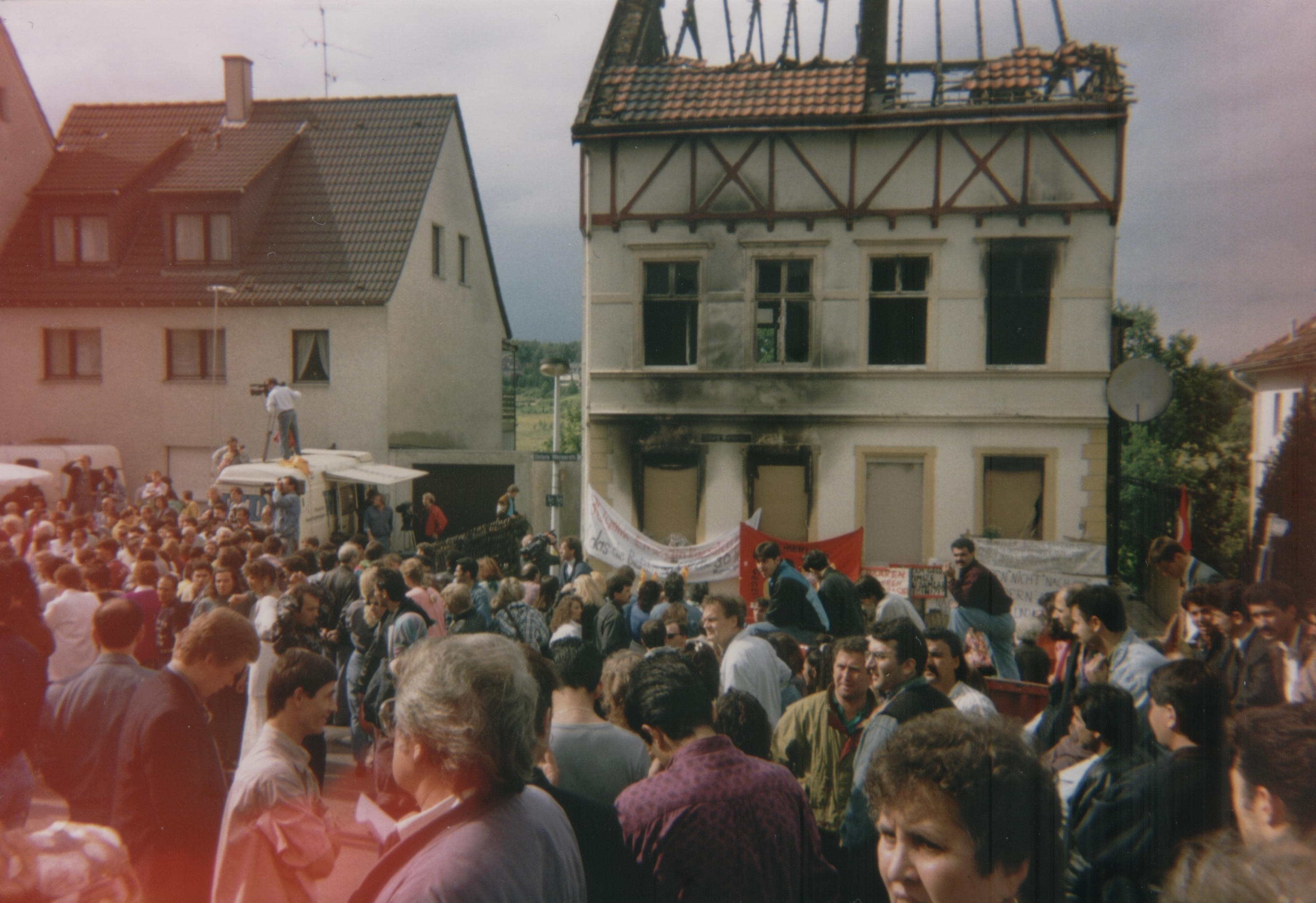
نور باعث تابش خیره کننده قرمز می شود

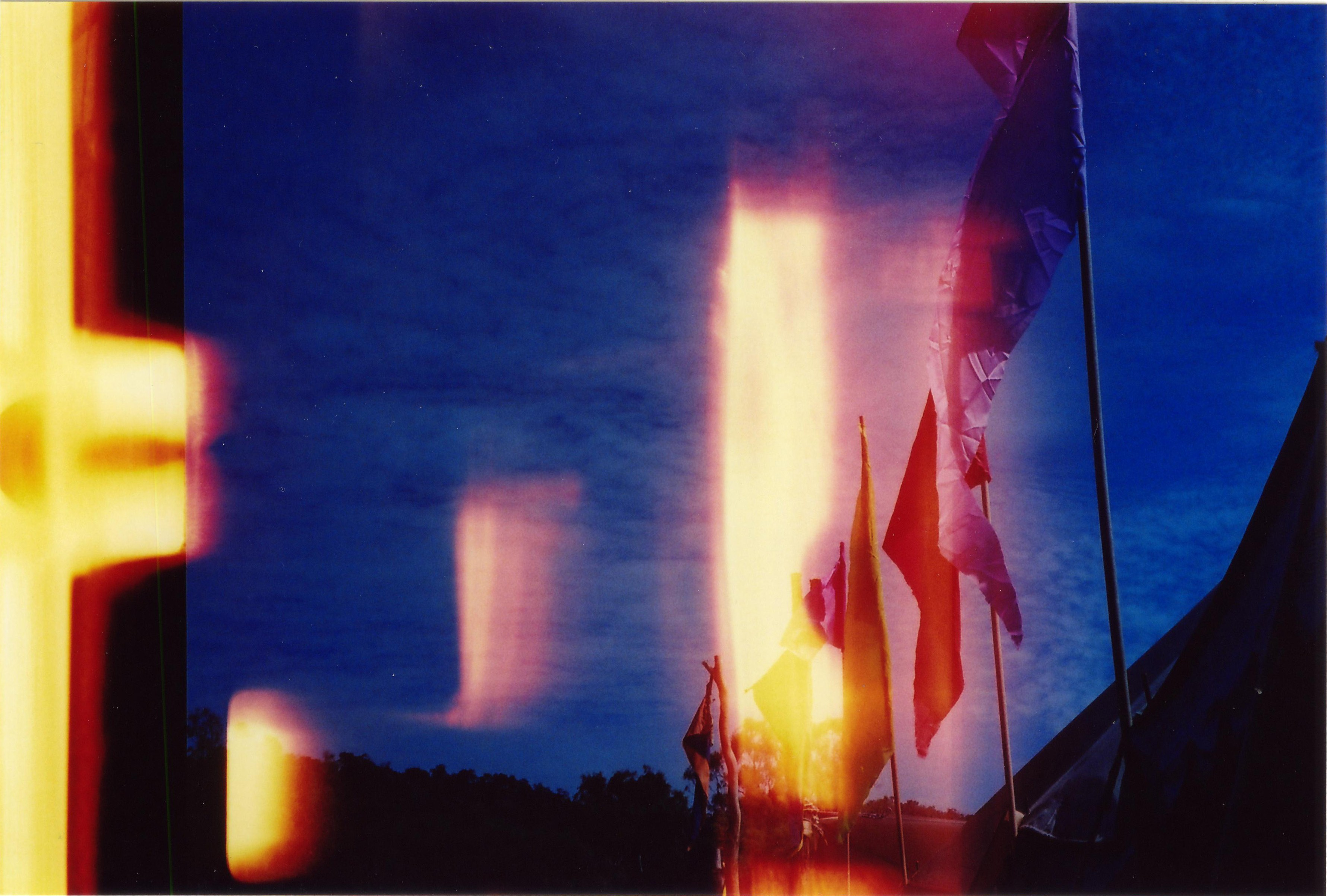
نشت نور ناشی از خراب شدن مهر و موم‌های نور در یک دوربین فیلم قدیمی ۳۵ میلی متری

نشت نور سوراخ یا شکافی در بدنه دوربین یا سایر ابزارهای نوری است که در آن نور می‌تواند به داخل محفظه معمولی نوری نشت کند و فیلم یا سنسور را با نور اضافی در معرض دید قرار دهد. این نور پراکنده است، اگرچه ممکن است قسمت‌های داخل دوربین سایه ایجاد کنند یا آن را به روشی خاص منعکس کنند. برای اکثر اهداف این یک مشکل در نظر گرفته می شود. در حرکت لوموگرافی به عنوان یک اثر مثبت دیده می شود که به عکس‌ها شخصیت می‌بخشد.
یکی از منابع مکرر نشت نور در دوربین‌های ۳۵ میلی‌متری، اطراف درب فیلم به دلیل فوم تخریب‌شده است. تعویض فوم کار ساده‌ای است. دوربین‌های سیستم فرمت متوسط یا دوربین‌های با فرمت بزرگ ممکن است بین قسمت‌های مختلف قابل تعویض خود یا در دم‌های چرمی قدیمی نشتی داشته باشند. در این موارد اغلب از نوار برق برای تعمیر نشتی نور استفاده می‌شود.
نشت نور که به عنوان یک مشکل در نظر گرفته می‌شود، نوعی نور سرگردان است. ممکن است نشت نور "مجازی" در مناطق طیفی، مانند بخش‌هایی از طیف IR در دمای اتاق، جایی که سطوح داخل سیستم مقادیر قابل توجهی تابش ساطع می کنند، وجود دارد.
آنها را می توان در عکاسی و فیلمبرداری دیجیتال ایجاد و تقلید کرد، چه در حین تولید و چه پس از آن. در وهله اول، عکاس یا فیلمبردار هنگام عکاسی یا ضبط، لنز دوربین را برمی‌دارد و حسگر تصویر را بیش از حد بارگذاری می کند. این معمولاً برای ایجاد نشتی استفاده می‌شود که سپس می‌تواند روی تصویر یا ویدیوی دیگری پوشانده شود. یا می‌توان آن‌ها را کاملاً دیجیتالی، با بسته‌های نرم‌افزاری رایج ویرایش عکس مانند ادوبی فتوشاپ، ایجاد کرد و روی تصویر قرار داد.